# 陆官街道
陆官街道是中华人民共和国贵州省黔西南布依族苗族自治州兴仁市下辖的一个街道办事处。

## 行政区划
陆官街道下辖以下村级行政区划单位：
陆官社区、在水一方社区、凤凰城社区、瓦窑村、坪上村。